# 石谷清盈
石谷 清盈（いしがや きよみつ、享保8年(1723年) - 明和3年9月15日(1766年10月18日)）は、江戸時代の旗本。

## 生涯
元文2年（1737年）9月18日、はじめて徳川吉宗に拝謁する。同年9月27日、徳川家治がはじめて山王社に詣でるときに、騎兵となって従う。宝暦元年（1751年）9月3日、父の石谷清夤の跡を継ぐ。宝暦2年（1752年）9月10日書院番の番士となった。